# أبو مناع غرب
قرية أبو مناع غرب هي إحدى القرى التابعة لمركز دشنا في محافظة قنا في جمهورية مصر العربية. حسب إحصاءات سنة 2006، بلغ إجمالي السكان في أبو مناع غرب 19042 نسمة، منهم 9524 رجل و9518 امرأة.